# Яновець-Велькопольський
Яновець-Великопольський (пол. Janowiec Wielkopolski, нім. Janowitz) — місто в центральній Польщі, на річці Велна.
Належить до Жнінського повіту Куявсько-Поморського воєводства.

## Демографія
Демографічна структура станом на 31 березня 2011 року:
|          | Загалом | Допрацездатний вік | Працездатний вік | Постпрацездатний вік |
| -------- | ------- | ------------------ | ---------------- | -------------------- |
| Чоловіки | 2026    | 379                | 1425             | 222                  |
| Жінки    | 2109    | 352                | 1283             | 474                  |
| Разом    | 4135    | 731                | 2708             | 696                  |